# Marienkirche (Nähermemmingen)

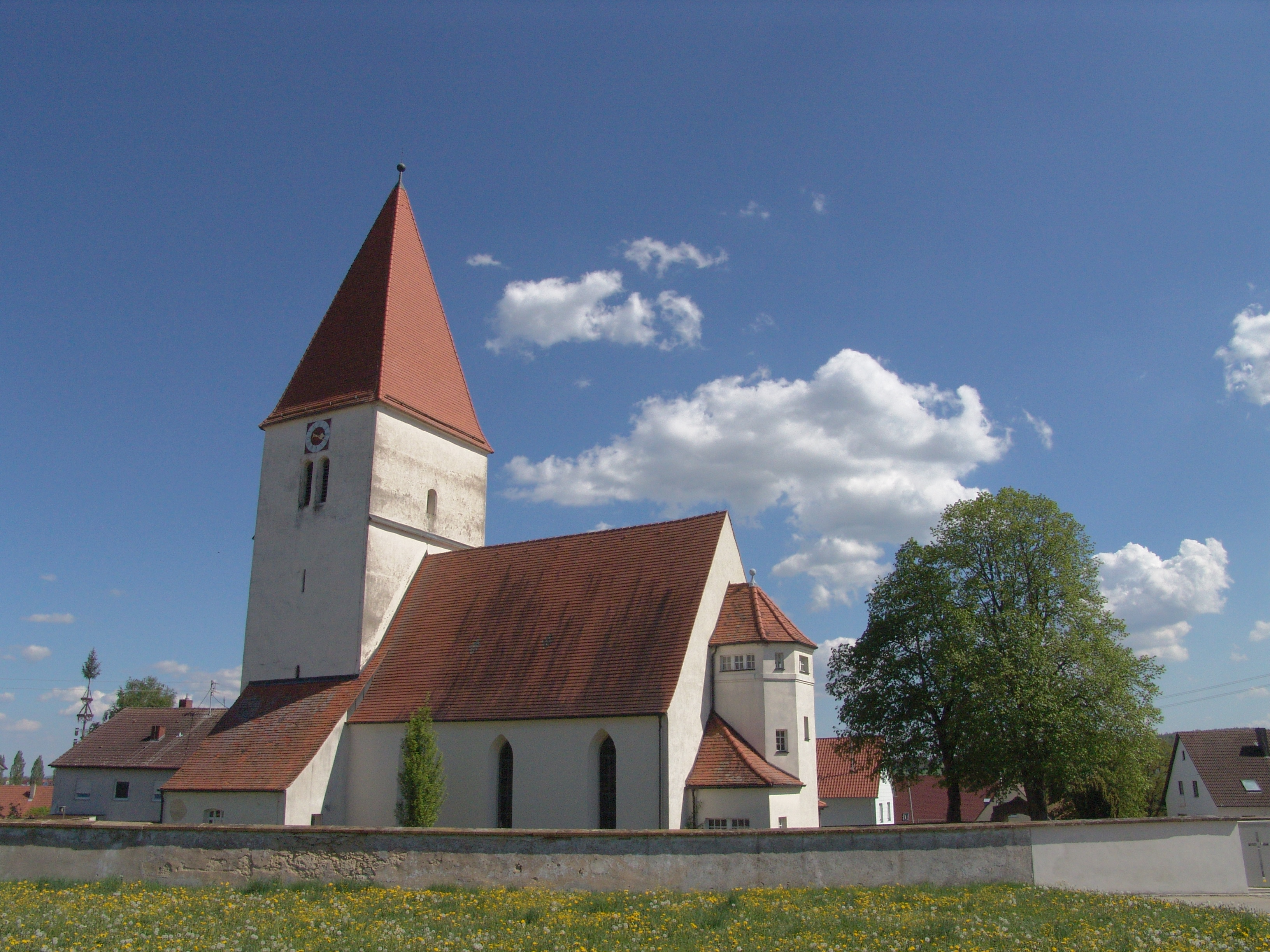
Marienkirche in Nähermemmingen

Die Marienkirche ist ein evangelisch-lutherisches Kirchengebäude  in Nähermemmingen, einem Stadtteil von Nördlingen im schwäbischen Landkreis Donau-Ries in Bayern. Das denkmalgeschützte Bauwerk ist in der Liste der Baudenkmäler in Nördlingen unter der Nr. D-7-79-194-442 eingetragen. Die Pfarrkirche gehört zum Dekanat Donau-Ries des Kirchenkreises Augsburg der  Evangelisch-Lutherischen Kirche in Bayern.

## Beschreibung
Die ab 1426 erbaute Saalkirche besteht aus einem Langhaus, das mit einem Satteldach bedeckt ist, und einem Chorturm im Osten, der am Ende des 17. Jahrhunderts um ein Geschoss aufgestockt wurde, um die Turmuhr und den Glockenstuhl unterzubringen, und mit einem Pyramidendach bedeckt ist. Die Sakristei befindet sich an der Nordwand des Chorturms. 1921 wurden im Westen ein außenliegendes Treppenhaus und ein Vestibül angebaut. 
Im Innenraum des Langhauses wurden 1957/58 im Norden und Westen Emporen eingebaut und eine Holzbalkendecke eingefügt. Der Chor als Erdgeschoss des Chorturms ist innen mit einem Sterngewölbe mit farbig gefassten Schlusssteinen überspannt.
Die Orgel wurde 1879 von Gebr. Sieber Orgelbau aus dem nahen Holzkirchen installiert und 2020 nach einer Restaurierung vom Regionalbischof Axel Piper neu geweiht.